# Cristóbal Suárez
Cristóbal Suárez (Madrid, le 26 avril 1978) est un acteur espagnol. Il est le fils de l'ancien joueur de basket-ball et médecin espagnol Cristóbal Rodríguez Hernández.

## Carrière
Cristóbal a commencé sa carrière artistique en 1997 avec la pièce La vida que te dí de Luigi Pirandello, mise en scène par Miguel Narros.
Il a réalisé une tournée avec El inconveniente de Juan Carlos Rubio. Il s'est distingué dans Ricardo III, Arte, Misántropo et La función por hacer et Veraneantes, avec lequel il a été finaliste du prix du meilleur acteur dans un second rôle aux Max Awards et aux Prix de l'Unión de actores, sous la direction de Miguel Del Arco de la société Kamikaze Producciones. Il a participé à des productions telles que Los cuerpos perdidos, Esto no es la casa de Bernarda Alba de Carlota Ferrer, Las amistades peligrosas de Dario Facal et Las Crónicas de Peter Sanchidrian de Jose Padilla.
À la télévision, nous l'avons vu dans Indomptables, Los reyes de la noche, Vota Juan, Cuéntame, Las chicas del cable, Pequeñas coincidencias, Tiempos de guerra... entre autres.
Il a participé au film Sordo réalisé par Alfonso Cortés-Cavanillas et au court-métrage De repente la noche de Cristina Bodelón, finaliste des Prix Goya 2019.
Il a commencé sa carrière de producteur de théâtre en 2016 et a fondé la compagnie Ventrículo|Veloz, avec laquelle ils ont remporté le prix Max XXII avec leur spectacle de théâtre pour jeunes DADOS.

## Théâtre
| Année | Titre (original)                                    | Titre (traduction)                                      | Auteur                | Metteur en scène   |
| ----- | --------------------------------------------------- | ------------------------------------------------------- | --------------------- | ------------------ |
| 1997  | La vida que te di                                   | La vie que je t'ai donnée                               | Luigi Pirandello      | Miguel Narros      |
| 1998  | Mariana Pineda                                      | Mariana Pineda                                          | Federico García Lorca | Joaquín Vida       |
| 2001  | El mágico prodigioso                                | Le magicien prodige                                     | Calderón de la Barca  | Daniel Bohr        |
| 2003  | Por amor al arte                                    | Pour l'amour de l'art                                   | Neil LaBute           | Gerardo Vera       |
| 2003  | Abre el ojo                                         | Ouvrez les yeux                                         | Francisco de Rojas    | Paco Plaza         |
| 2003  | Don Juan o El festín de piedra                      | Don Juan ou le Festin de Pierre                         | Molière               | Jean Pierre Miquel |
| 2004  | Moliere X 2                                         | Moliere X 2                                             | Molière               | Adrián Daumas      |
| 2005  | GA-GÁ                                               | GA-GÁ                                                   | Marta Carrasco        | Marta Carrasco     |
| 2007  | Cyrano de Bergerac                                  | Cyrano de Bergerac                                      | Edmond Rostand        | John Strasberg     |
| 2008  | Don Juan Tenorio                                    | Don Juan Tenorio                                        | José Zorrilla         | Tamzin Townsend    |
| 2009  | La función por hacer                                | Le rôle à jouer                                         | Luigi Pirandello      | Miguel del Arco    |
| 2009  | Theatre no more                                     | Le théâtre, c'est fini                                  | Darío Facal           | Darío Facal        |
| 2009  | Fuenteovejuna                                       | Fuenteovejuna                                           | Lope de Vega          | Lawrence Boswell   |
| 2010  | El proyecto Youkali                                 | Le projet Youkali                                       | Miguel del Arco       | Miguel del Arco    |
| 2011  | Veraneantes                                         | Vacanciers                                              | Maxime Gorki          | Miguel del Arco    |
| 2013  | El lindo Don Diego                                  | Le mignon Don Diego                                     | Agustín Moreto        | Carles Alfaro      |
| 2014  | El misántropo                                       | Le misanthrope                                          | Molière               | Miguel del Arco    |
| 2014  | Las amistades peligrosas                            | Liaisons Dangereuses                                    | Choderlos de Laclos   | Darío Facal        |
| 2015  | Antígona                                            | Antigone                                                | Sophocle              | Miguel del Arco    |
| 2016  | Hamlet                                              | Hamlet                                                  | Shakespeare           | Miguel del Arco    |
| 2017  | Arte                                                | « Art »                                                 | Yasmina Reza          | Miguel del Arco    |
| 2018  | Los cuerpos perdidos                                | Les corps perdus                                        | José Manuel Mora      | Carlota ferrer     |
| 2018  | Esta No es la Casa de Bernarda Alba                 | Ceci n'est pas la maison de Bernarda Alba               | Federico García Lorca | Carlota ferrer     |
| 2018  | Las crónicas de Peter Sanchidrian                   | Les chroniques de Peter Sanchidrian                     | Jose Padilla          | José Padilla       |
| 2019  | El viaje: Las crónicas de Peter Sanchidrian col. II | Le voyage : les chroniques de Peter Sanchidrian col. II | Jose Padilla          | Jose Padilla       |
| 2019  | El último rinoceronte blanco                        | Le dernier rhinocéros blanc                             | José Manuel Mora      | Carlota ferrer     |
| 2020  | Ricardo III                                         | Richard III                                             | Shakespeare           | Miguel del Arco    |
| 2023  | El inconveniente                                    | L'inconvénient                                          | Juan Carlos Rubio     | Juan Carlos Rubio  |

## Filmographie
| Année | Série (titre original)                     | Série (titre traduction)                  | Rôle                    | Diffuseur           |
| ----- | ------------------------------------------ | ----------------------------------------- | ----------------------- | ------------------- |
| 1997  | Calle nueva                                | Nouvelle rue                              |                         | TVE                 |
| 1999  | Al salir de clase                          | Après l'école                             | Telecinco               |                     |
| 2000  | ¡Ala... Dina!                              | ¡Ala... Dina!                             | Caméra 2                | TVE                 |
| 2000  | Raquel busca su sitio                      | Raquel cherche sa place                   |                         | TVE                 |
| 2001  | Periodistas                                | Journalistes                              | Telecinco               |                     |
| 2001  | El Marqués de Sotoancho                    | Le marquis de Sotoancho                   | Antena 3                |                     |
| 2002  | Hospital Central                           | Hôpital Central                           | Germán Fuentes          | Telecinco           |
| 2004  | Un paso adelante                           | Un, dos, tres                             | Épisodique              | Antena 3            |
| 2004  | 20 tantos                                  | 20 objectifs                              | Miguel Adame            | Telecinco           |
| 2004  | El comisario                               | Le Commissaire                            | Inspecteur Gorka Melero | Telecinco           |
| 2005  | Amar en tiempos revueltos                  | Aimer en temps de crise                   | Mario Ayala             | TVE                 |
| 2006  | La dársena de poniente                     | Le quai ouest                             | Tomas Asensio           | TVE                 |
| 2008  | 700 euros, diario secreto de una call girl | 700 euros, journal secret d'une call-girl | Gonzalo                 | Antena 3            |
| 2011  | La que se avecina                          | Le prochain                               | Mario                   | Telecinco           |
| 2012  | Con el culo al aire                        | Le cul en l'air                           | Sergio                  | Antena 3            |
| 2013  | Aída                                       | Aída                                      | José Alfredo            | Telecinco           |
| 2015  | B&b, de boca en boca                       | B&b, de bouche à oreille                  | Cristóbal Gallardo      | Telecinco           |
| 2017  | Tiempos de guerra                          | Temps de guerre                           | Luis Garcés             | Antena 3            |
| 2017  | Seis hermanas                              | Six sœurs                                 | Don Luis Civantos       | TVE                 |
| 2018  | Pequeñas coincidencias                     | Petites coïncidences                      | Citation de Marta       | Prime Video         |
| 2019  | Vota Juan                                  | Votez Juan                                | Ignacio "Nacho" Recalde | TNT                 |
| 2020  | ByAnaMilán                                 | ParAnaMilan                               | Manu                    | Atresplayer Premium |
| 2020  | Reyes de la noche                          | Les rois de la nuit                       | Urrutia                 | Movistar            |
| 2020  | Vamos Juan                                 | Allez, Juan                               | Ignacio "Nacho" Recalde | TNT                 |
| 2020  | Las chicas del cable                       | Les Demoiselles du téléphone              | Antonio Castro          | Netflix             |
| 2021  | Venga Juan                                 | Allez, Juan                               | Ignacio "Nacho" Recalde | HBO Max             |
| 2022  | Cuéntame cómo pasó                         | Dites-moi comment cela s'est passé        | Aurelio Terreros        | La 1                |
| 2023  | Indomptables                               | Le Christ et le Roi                       | Roi Juan Carlos Ier     | Antena 3            |

| Année | Titre (original)    | Titre (traduction)  | Réalisateur               |
| ----- | ------------------- | ------------------- | ------------------------- |
| 2005  | La bicicleta        | La bicyclette       | Sigfrid Monleón           |
| 2009  | El cónsul de Sodoma | Le consul de Sodome | Sigfrid Monleón           |
| 2019  | Sordo               | Sourd               | Alfonso Cortés-Cavanillas |

| Année | Titre (original)           | Titre (traduction)          | Réalisateur      |
| ----- | -------------------------- | --------------------------- | ---------------- |
| 2009  | Sin Lupe                   | Sans Lupe                   | Mario Tardón     |
| 2009  | Amnesia global transitoria | Amnésie globale transitoire | Ana Maroto       |
| 2019  | Derepente, la noche        | Soudain, la nuit            | Cristina Bodelón |

## Récompenses
| Année | Film/Œuvre  | Prix                                  | Nomination                         | Résultat  |
| ----- | ----------- | ------------------------------------- | ---------------------------------- | --------- |
| 2012  | Veraneantes | Prix Max                              | Meilleur second rôle               | Finaliste |
| 2012  | Veraneantes | Prix de l'Unión de Actores y Actrices | Meilleur second rôle               | Nommé     |
| 2019  | Dados       | Prix Max                              | Meilleur spectacle pour les jeunes | Vainqueur |

### Producteur
| Année | Titre (original)                         | Titre (traduction)                   | Auteur/Réalisateur |
| ----- | ---------------------------------------- | ------------------------------------ | ------------------ |
| 2016  | Papel                                    | Papier                               | Jose Padilla       |
| 2017  | Por la boca                              | Par la bouche                        | Jose Padilla       |
| 2018  | Dados                                    | Dés                                  | Jose Padilla       |
| 2019  | El último romántico                      | Le dernier romantisme                | Denise Despeyroux  |
| 2022  | Pretopía                                 | Prétopie                             | Jose Padilla       |
| 2023  | Cuatro Salvajes vestidos de verde hiedra | Quatre sauvages vêtus de vert lierre | Jose Padilla       |